# Nick Sweeney
Nicholas „Nick” Sweeney (ur. 26 marca 1968 w Dublinie) – irlandzki lekkoatleta, specjalizujący się w rzucie dyskiem. W tej konkurencji wystąpił podczas letnich igrzysk olimpijskich 1992, 1996 oraz 2000. We wszystkich tych przypadkach nie zakwalifikował się do finału. Poza tym, uczestniczył także w mistrzostwach świata w lekkoatletyce w 1993 (6. miejsce), 1995, oraz 1999 roku (w dwóch ostatnich odpadł w kwalifikacjach).

## Rekordy życiowe
| Konkurencja  | Wynik | Miejsce     | Data            |
| ------------ | ----- | ----------- | --------------- |
| Rzut dyskiem | 67,89 | Helsingborg | 4 sierpnia 1998 |

## Najlepsze wyniki w sezonie
Rzut dyskiem
| Rok  | Wynik | Miejsce     | Data        |
| ---- | ----- | ----------- | ----------- |
| 1987 | 50.42 | Tullamore   | 26 lipca    |
| 1993 | 62.10 | Stuttgart   | 16 sierpnia |
| 1995 | 62.92 | San Jose    | 27 maja     |
| 1996 | 62.04 | Atlanta     | 29 lipca    |
| 1998 | 67.89 | Helsingborg | 4 września  |
| 1999 | 64.34 | Modesto     | 8 maja      |
| 2000 | 61.76 | Newcastle   | 9 września  |
| 2004 | 64.12 | Boston      | 4 lipca     |